# Flämische Ardennen

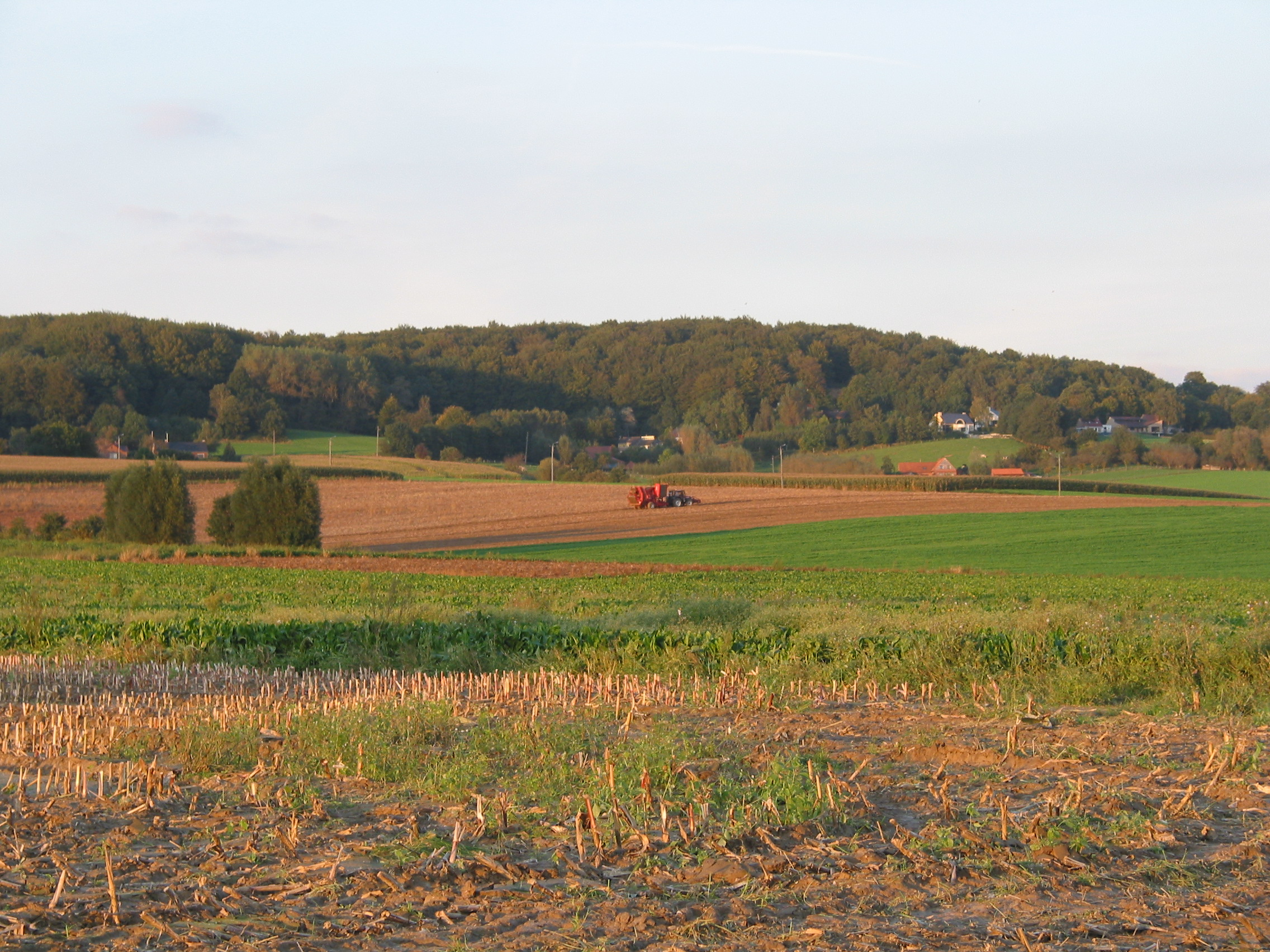
Blick auf den Kluisberg in den Flämischen Ardennen

Die Flämischen Ardennen sind eine hüglige Region im südlichen Teil der belgischen Provinz Ostflandern rund um die Städte Oudenaarde, Ronse, Geraardsbergen und Zottegem. Sie bilden mit dem wallonischen Pays de Collines, nicht aber mit den Ardennen im Osten der Wallonie, eine geografische Einheit. Die Hügellandschaft der Flämischen Ardennen wurde im späten Miozän geformt. Die höchste Erhebung der Flämischen Ardennen ist der an der Grenze zum Pays de Collines gelegene 157 m hohe Pottelberg. Weitere bekannte Erhebungen sind der Kluisberg (141 m), der Muziekberg (133 m), der Oudenberg (110 m) mit der Mauer von Geraardsbergen und der Koppenberg (78 m). Die Flämischen Ardennen beherbergen zahlreiche Naherholungs- und Naturschutzgebiete. Dank der vielen Radwanderwege und des Radsportklassikers Flandernrundfahrt sind die Flämischen Ardennen ein beliebtes Ziel für Radsporttouristen.